# Sthenobaea abnormalis
Sthenobaea abnormalis är en fjärilsart som beskrevs av Émile Louis Ragonot 1890. Sthenobaea abnormalis ingår i släktet Sthenobaea och familjen mott. Inga underarter finns listade i Catalogue of Life.